# Elena Băsescuová
Elena Băsescuová, také známá jen jako Eba (* 24. dubna 1980, Constanța), je rumunská politička, mezi lety 2009 až 2014 poslankyně Evropského parlamentu a mladší dcera bývalého prezidenta Rumunska Traiana Băsesca. Před vstupem do politiky v roce 2007 pracovala jako modelka. Vystudovala ekonomii.

## Politická kariéra
V eurovolbách 2009 usilovala o nominaci v otcově Demokratické liberální straně, ale byla odmítnuta a stala se nezávislou kandidátkou, poté co shromáždila 200 000 potřebných podpisů pro registraci k volbám. Francouzský týdeník L'Express uvedl, že kandidatura způsobila ve straně znepokojení z možného úbytku hlasů. Volební průzkumy nejprve udávaly její relativně vysokou oblíbenost (16 %), která těsně před volebním aktem poklesla na 5-6 %. Nakonec tyto volby znamenaly pro Rumunsko historicky nejnižší účast, když jejich míra dosáhla jen 25 % všech oprávněných voličů. To byl jeden z hlavních důvodů, že byla zvolena do europarlamentu ziskem 4,22 % hlasů, a to zejména díky hlasům malé skupiny členů a voličů strany, kteří prokazují loajalitu k prezidentu Traianu Băsescuovi.
V Evropském parlamentu se stala jako nezávislá členkou klubu Evropské lidové strany (Křesťanských demokratů).
Podle L'Express musela čelit obviněním z nepotismu a nekompetentnosti své osoby, způsobených řadou faux pas a gramatických chyb ve svém vystupování.